# Teulada (Spanien)
Teulada ist eine Gemeinde an der spanischen Costa Blanca in der Provinz Alicante. Der namengebende Ort befindet sich fünf Kilometer vom Meer entfernt. Zur Gemeinde gehört außerdem der südöstlich davon unmittelbar am Meer gelegene Ort Moraira.
Von den Einwohnern in Teulada und Moraira (2008) sind nur 39,63 % Spanier, weiterhin leben dort Engländer (23,25 %), Deutsche (13,19 %), Schweizer, Niederländer, Franzosen und Südamerikaner, aber auch Schweden, Norweger und Finnen. Teulada ist damit die Gemeinde mit dem fünftgrößten Ausländeranteil in Spanien.
Partnergemeinden sind Teulada in Italien und Heiligkreuzsteinach im Odenwald in Baden-Württemberg.
Im Gemeindeteil Teulada besteht eine Bahnverbindung mit der Linie L9 der Stadtbahn Alicante nach Dénia sowie in der Gegenrichtung nach Alicante über Benidorm und El Campello.

## Feste
Ab dem ersten Sonntag nach Ostern findet in Teulada eine zehntägige Feier zu Ehren des Schutzpatrons San Vicente Ferrer statt.
Moraira feiert seine Schutzpatronin, die Heilige Jungfrau der Hilflosen und Virgen del Carmen, ab dem 15. Juli. Ein weiteres bedeutendes Fest in diesem Gemeindeteil sind die Moros y Cristianos am zweiten Juniwochenende.

## Söhne und Töchter der Gemeinde
- Vicente Berenguer (* 1937), Ordensgeistlicher
- Bartolomé Buigues Oller (* 1963), katholischer Ordensgeistlicher, Bischof von Alajuela in Costa Rica
- Adrián Vallés (* 1986), Rennfahrer